# Carrer del Sol (Tortosa)
El carrer del Sol és un carrer de Tortosa (Baix Ebre) inclòs a l'Inventari del Patrimoni Arquitectònic de Catalunya.

## Descripció
Uneix el carrer Major de Remolins i l'actual avinguda de Remolins, per la qual cosa en principi devia avar des d'aquest carrer fins a l'Ebre, ja que l'avinguda es va obrir posteriorment guanyant terreny al riu. Les construccions, a partir del núm. 22, tenen estructura antiga, de final del segle xix i començament del segle xx, mentre que les de la banda del riu ja són de construcció moderna. En general són cases poc riques, construïdes amb maó (núm. 22 i 26, sense arrebossar), que poden tenir un o dos pisos i golfes. Algunes tenen teulada a doble vessant que cobreix tot l'espai, mentre que altres deixen un petit terrat a la banda de davant. La casa núm. 22 té els baixos del mur de pedra i la resta de maó, excepte a la partició entre la planta i el pis, de maçoneria. L'arc de la porta és de maó i sobre les altres obertures, allindades, hi ha arcs de descàrrega. Presenta l'estructura d'una porta petita per accedir a l'habitatge del primer pis i una de gran per al negoci establert a la planta.

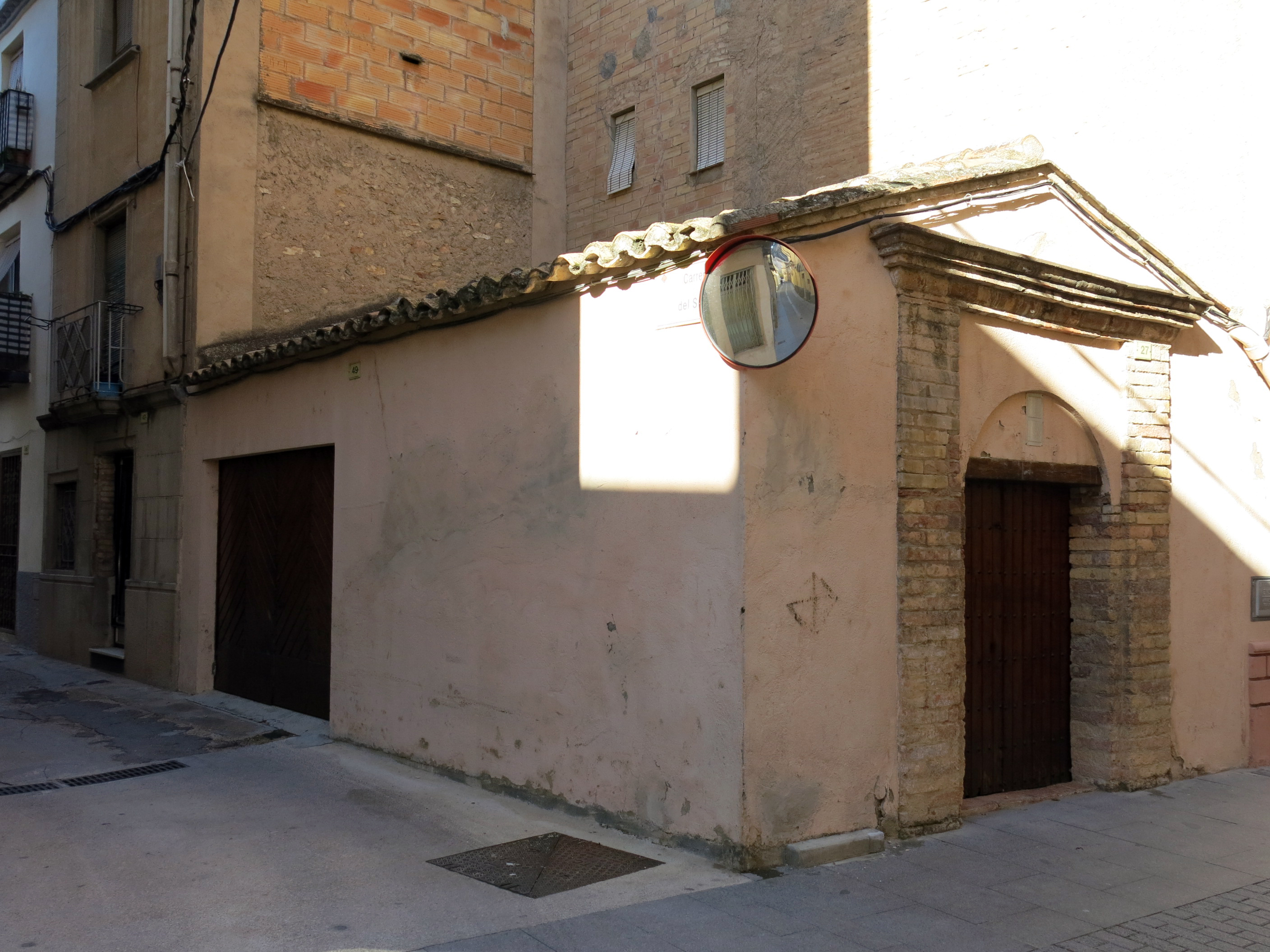
Antiga capella de Santa Rosa, a la cantonada amb el carrer Major de Remolins, a mà dreta

## Història
Es troba dins de l'antic barri jueu de la ciutat. La meitat est, tocant al carrer Major de Remolins, conserva la distribució i el traçat medieval, encara que els habitatges hagin estat renovats posteriorment.